# Château de La Roche-Clermault
Le château de La Roche-Clermault est un château français situé dans la commune de La Roche-Clermault, département d'Indre-et-Loire, en région Centre-Val de Loire, à quelques kilomètres au sud de la ville de Chinon. Un premier château médiéval a existé, comme en témoigne François Rabelais dans son Gargantua. Le château actuel date du XVIIe siècle. Son sous-sol renferme un souterrain-refuge.

## Le château médiéval vu par François Rabelais
Dans son ouvrage Gargantua, publié vers 1534, François Rabelais choisit le château de La Roche-Clermault comme le centre de la « guerre picrocholine ». À la suite d'une rixe entre les bergers de Grandgousier, père de Gargantua, Picrochole, seigneur de Lerné, attaque le royaume de Grandgousier qui se retranche dans le château de la Roche-Clermault. Gargantua, aidé de frère Jean des Entommeures, reprend le château et le donne en récompense à son maître Ponocrates.

## Le château duXVIIesiècle
Le château actuel date du XVIIe siècle. En deux endroits de l’édifice est gravée la date de 1638. 
Une aquarelle (Veüe du chasteau et du village de La Roche-Clermaut, en Touraine, à une lieue de Chinon, appartenant à M. de Villelandry) du dessinateur Louis Boudan (collection Roger de Gaignières,) datée de 1699, en donne un bon aperçu et montre également des ruines du château médiéval.
Le château est inscrit à l’inventaire général du patrimoine culturel et est décrit en détail sur la base Mérimée, ainsi que son souterrain-refuge.

## Les souterrains
Un réseau de souterrains est présent dans le sous-sol du château ; il a été dégagé et rendu accessible à des spécialistes au début des années 1960, dans le cadre de l’association « les Amis du vieux Chinon » et de la « Société française d’étude des souterrains » (SFES) ; ces fouilles ont donné lieu à plusieurs publications,,, ainsi que d’une conférence lors du 33ème congrès de la Société française d’étude des souterrains, le dimanche 12 septembre 2010 à Loudun (Vienne).
La présence d’une salle ornée de différentes sculptures, dont un personnage en position d’orant, n’a pas encore été totalement expliquée.